# Le Creusot
Le Creusot [l'krözo] je město ve francouzském Burgundsku, ležící 60 km severozápadně od Mâconu, správního sídla departementu Saône-et-Loire. Má přes dvacet tisíc obyvatel, se spádovou oblastí (Aire urbaine) čtyřicet tisíc.

## Dějiny
První písemná zmínka o vesnici jménem Crozot (ze slova creux, tzn. úvoz) pochází z roku 1253. Město začalo růst díky těžbě uhlí a rozvoji těžkého průmyslu, v roce 1836 vznikla firma Schneider et Cie, jeden z největších evropských výrobců zbraní. Symbolem továrny je obří buchar z roku 1877, který je vyobrazen také v městském znaku.

## Současnost
Zbrojovka ukončila činnost v roce 1984, v tradici průmyslových aktivit pokračují společnosti ArcelorMittal, Areva, Snecma a Alstom, v Le Creusot také sídlí technologický institut Burgundské univerzity. Na místním nádraží zastavují vlaky TGV na trati z Paříže do Lyonu. Historickou památkou je zámek Château de la Verrerie s bývalou královskou sklářskou manufakturou, nachází se zde také radnice, neogotický kostel sv. Jindřicha, kulturní centrum L'arc a zábavní park Parc touristique des Combes.

## Rodáci
- Jovan Deroko, srbský odbojář
- Christian Bobin, spisovatel
- Frédéric Demontfaucon, judista
- Claudie Haigneréová, kosmonautka
- Fabrice Moreau, veslař

## Partnerská města
- Bor (Srbsko)
- Blieskastel (Německo)
- Rumia (Polsko)